# Lisak
Lisak – kolonia w Polsce położona w województwie kujawsko-pomorskim, w powiecie golubsko-dobrzyńskim, w gminie Golub-Dobrzyń.
W latach 1975–1998 miejscowość administracyjnie należała do województwa toruńskiego. 

## Historia
Od 1944 roku na Lisku znajdował się podobóz obozu koncentracyjnego Stutthof (KL). Pierwszych więźniów przywieziono do obozu znajdującego się na Lisaku z obozu Potulice-Lebrechtdorf. W późniejszym okresie Niemcy kierowali tam również wysiedlone rodziny polskie, których gospodarstwa zostały przekazane niemieckim osadnikom. Więźniów zaganiano do budowy umocnień w postaci rowów strzeleckich i rowów przeciwczołgowych, których ślady znaleźć można do dziś. Ofiary obozu upamiętnia pomnik znajdujący się w lesie w miejscu dawnego obozu.